# Бархударян, Сергей Васильевич
Серге́й Васи́льевич Бархударя́н (арм. Սարգիս Վասիլևիչ Բարխուդարյան; 7 сентября 1887, Тифлис — 29 октября 1973, Тбилиси) — грузинский и армянский композитор, педагог. Заслуженный деятель искусств Грузинской ССР (1936), Народный артист Армянской ССР (1960).

## Биография
Сергей Бархударян родился 7 сентября 1887 года в Тифлисе (ныне Тбилиси).
В 1907 году оканчивает музыкальное училище в Тбилиси по классу З. П. Палиашвили теория и сольфеджио.
В 1907—1909 годах обучается в Берлинской королевской консерватории по классу фортепиано И. Шульце.
В 1915 — окончил Петроградскую консерваторию по классу композиции Я. Витола (класс гармонии, контрапункта и фуги В. П. Калафати, инструментовки М. О. Штейнберга).
В 1923—1954 — преподает теоретические предметы и композиции в Тбилисской консерватории, и одновременно работает в 1934—1937 годах в Ереванской консерватории.
Умер 29 октября 1973 года в Тбилиси.

## Сочинения
Балет
- Наринэ (1938)

Музыкальная комедия
- Кери Кучи (по О. Туманяна, 1945)

Для оркестра
- 3 сюиты из балета Наринэ (1957, 1961)
- Зак-федерация (сюита, 1932)
- Ануш (по одноимененной поэме О. Туманяна, 1917)

Для фортепиано
- Восточные пляски (1913)
- Соната (1915)
- Детский альбом (1959)
- Поэма

Пьесы
- Осенняя
- Акварель
- Сказка
- Назпар
- Анданте

Для голоса с фортепиано
- Романсы (слова Аветика Исаакяна)

Музыка к спектаклям и фильмам
- 10 спектаклей

Обработки песен
- Саят-Новы (1935)
- Народная песня "Девушка гор" (арм. "Սարի աղջիկ" или "Сари ахчик"; 1932)